# Cryptocala melanos
Cryptocala melanos là một loài bướm đêm trong họ Noctuidae.